# Arqueologia de gènere
L'arqueologia de gènere és l'estudi dels rols, les accions, les ideologies i les identitats d'homes i dones i les diferències que existeixen entre ells. Les diferències de gènere no són sinònim d'antagonisme. L'arqueologia neix com una forma d'equilibrar l'interès arqueològic cap als homes i les dones. Es volia demostrar que el paper de les dones no és igual en totes les cultures, fonamentar que la disciplina s'ocupi de les persones i no sols dels objectes. La creació d'una ciència antropològica de gènere es fa evident quan es desenvolupa el moviment feminista mundial. El principal focus d'atenció es va posar en el gènere.
N'hi ha tres branques:
- Una que estudia les desigualtats que han patit les arqueòlogues.
- Una centrada en les arqueòlogues del passat.
- Una que tracta d'incorporar la dona en l'arqueologia de les societats del passat.

## Diferències que hi ha entre l'arqueologia de gènere i l'arqueologia feminista
L'interès en la problemàtica pel gènere va néixer amb el moviment feminista, però s'ha de recordar que és un fet que es necessita indagar sobre el gènere, no ha de fer-se obligatòriament des d'una perspectiva feminista, tal com es fa en l'arqueologia feminista.